# Houten kerken van de Slowaakse Karpaten
Onder de noemer Houten kerken van de Slowaakse Karpaten zijn acht kerken in het Slowaakse deel van de Karpaten door UNESCO opgenomen in de Werelderfgoedlijst.
De houten kerken in deze lijst zijn tussen de 16e en de 18e eeuw gebouwd en gelden als voorbeeld van een rijke lokale traditie van religieuze architectuur op de grens van de West-Europese en de Byzantijnse clultuur. In de lijst zijn twee rooms-katholieke, drie evangelische en drie Slowaaks-katholieke kerken.
In de lijst staan de houten kerken vermeld van:
- Hervartov (rooms-katholiek)
- Tvrdošín (rooms-katholiek)
- Kežmarok (evangelisch)
- Leštiny (evangelisch)
- Hronsek (kerk en klokkentoren, evangelisch)
- Bodružal (oosters katholiek)
- Ladomirová (oosters katholiek)
- Ruská Bystrá (oosters katholiek)

Behalve de acht kerken van de Werelderfgoedlijst telt Slowakije nog ongeveer 50 andere houten kerken.

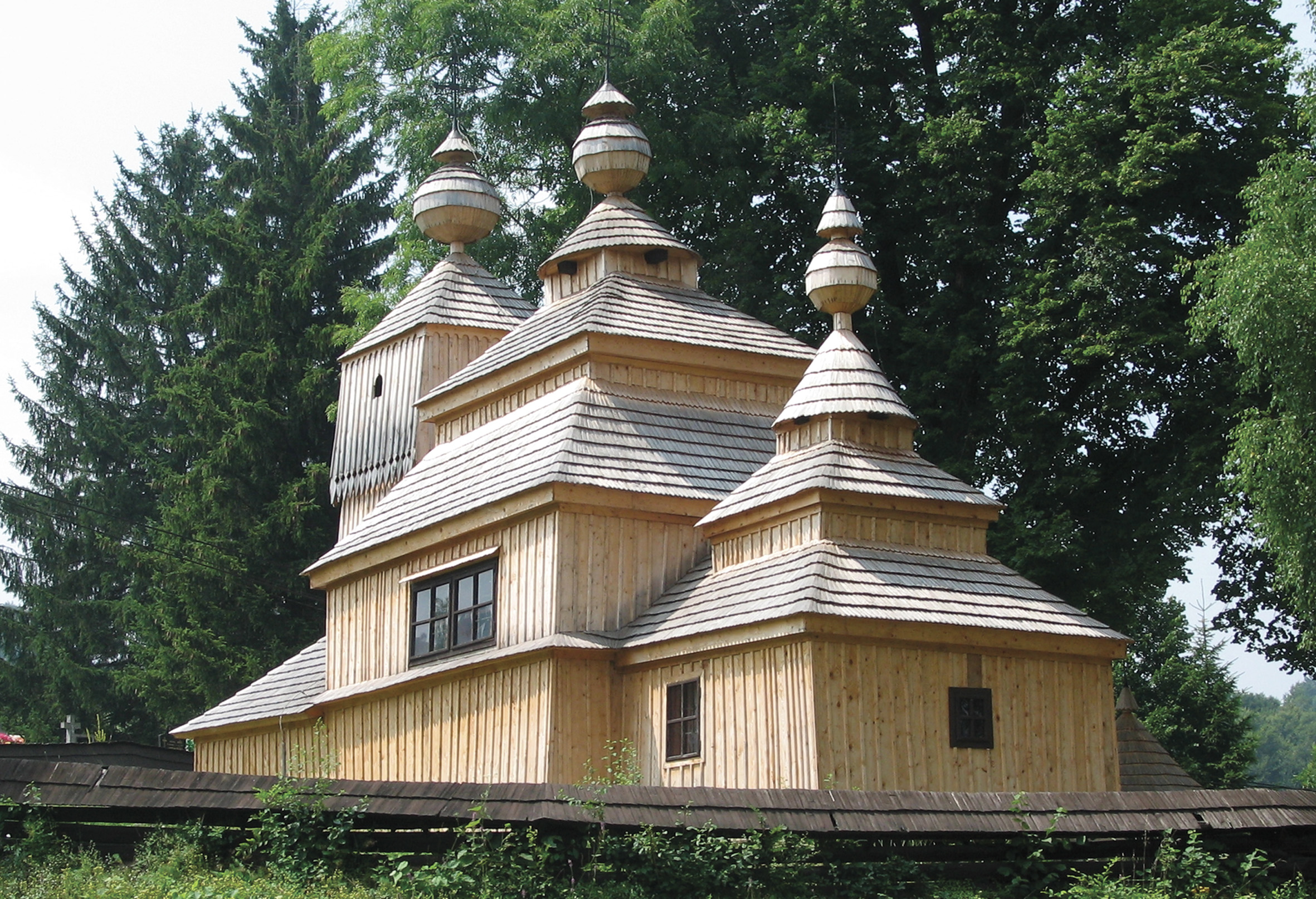
Grieks-orthodoxe kerk van Bodružal